# Mario Nomis di Cossilla
Mario Augusto Luigi Candido Nomis, Conte di Cossilla (Chiavari, 3 ottobre 1874 – Roma, 2 aprile 1946) è stato un militare e politico italiano.